# Горобіївська сільська рада (Срібнянський район)
Горобіївська сільська́ ра́да — колишній орган місцевого самоврядування у Срібнянському районі Чернігівської області. Адміністративний центр — село Горобіївка.

## Населені пункти
Сільській раді були підпорядковані населені пункти:
- с. Горобіївка
- с. Точене

## Загальні відомості
- Територія ради: 29,9 км²
- Населення ради: 445 осіб (станом на 2012 рік). З них Горобіївка — 420 осіб, село Точене — 25 осіб.
- Відстань до районного центру шосейними шляхами — 14 кілометрів.

## Історія
Горобіївська сільська рада зареєстрована 1989 року. Стала однією з 11-ти сільських рад Срібнянського району і одна з восьми, яка складається більше, ніж з одного населеного пункту.

## Склад ради
Рада складалася з 16 депутатів та голови.
- Голова ради: Панченко Валентина Іванівна
- Секретар ради: Денисенко Катерина Василівна

### Керівний склад попередніх скликань
| ПІБ                         | Основні відомості                                                 | Дата обрання | Дата звільнення |
| --------------------------- | ----------------------------------------------------------------- | ------------ | --------------- |
| Панченко Валентина Іванівна | Сільський голова, 1963 року народження, освіта вища               | 26.03.2006   | 31.10.2010      |
| Панченко Валентина Іванівна | Сільський голова, 1963 року народження, освіта вища, позапартійна | 31.10.2010   |                 |

Примітка: таблиця складена за даними джерела

### Депутати
За результатами місцевих виборів 2010 року депутатами ради стали:

#### За суб'єктами висування
| Суб'єкт висування                                       | Кількість обраних депутатів | %    |
| ------------------------------------------------------- | --------------------------- | ---- |
| Комуністична партія України                             | 3                           | 18,8 |
| Партія регіонів                                         | 3                           | 18,8 |
| Самовисування                                           | 3                           | 18,8 |
| Народна Партія                                          | 2                           | 12,5 |
| Політична партія Всеукраїнське об'єднання «Батьківщина» | 2                           | 12,5 |
| Соціалістична партія України                            | 2                           | 12,5 |
| Українська соціал-демократична партія                   | 1                           | 6,3  |

#### За округами
| № округу                                                | Прізвище, ім'я, по батькові   | Дата визнання обраним | Освіта                    | Партійна приналежність                        | Відомості про обраного депутата                                      |
| ------------------------------------------------------- | ----------------------------- | --------------------- | ------------------------- | --------------------------------------------- | -------------------------------------------------------------------- |
| Комуністична партія України                             |                               |                       |                           |                                               |                                                                      |
| 4                                                       | Побідиш Микола Григорович     | 01.11.2010            | Освіта середня            | член Комуністичної партії України             | тимчасово не працює                                                  |
| 5                                                       | Мостовий Микола Петрович      | 01.11.2010            | Освіта середня            | член Комуністичної партії України             | тимчасово не працює                                                  |
| 12                                                      | Коваленко Вікторія Вікторівна | 01.11.2010            | Освіта вища               | член Комуністичної партії України             | Горобіївська загальноосвітня школа, директор                         |
| Народна Партія                                          |                               |                       |                           |                                               |                                                                      |
| 7                                                       | Шульженко Світлана Миколаївна | 01.11.2010            | Освіта середня спеціальна | член Народної партії                          | Свинська сільська рада, головний бухгалтер                           |
| 16                                                      | Коваленко Світлана Василівна  | 01.11.2010            | Освіта середня спеціальна | позапартійна                                  | Горобіївський фельдшерсько-акушерський пункт, молодша медична сестра |
| Партія регіонів                                         |                               |                       |                           |                                               |                                                                      |
| 3                                                       | Петрусенко Ольга Андріївна    | 01.11.2010            | Освіта вища               | позапартійна                                  | СВК «Колос», економіст                                               |
| 11                                                      | Яковенко Михайло Олексійович  | 01.11.2010            | Освіта середня            | позапартійний                                 | «Срібнерайагроліс», лісник                                           |
| 14                                                      | Погибко Сергій Григорович     | 01.11.2010            | Освіта вища               | член Партії регіонів                          | Горобіївська загальноосвітня школа, вчитель                          |
| Політична партія Всеукраїнське об'єднання «Батьківщина» |                               |                       |                           |                                               |                                                                      |
| 1                                                       | Денисенко Катерина Василівна  | 01.11.2010            | Освіта середня            | член Всеукраїнського об'єднання «Батьківщина» | СВК «Колос», санітар                                                 |
| 2                                                       | Шевченко Віра Іванівна        | 01.11.2010            | Освіта середня спеціальна | позапартійна                                  | тимчасово не працює                                                  |
| Соціалістична партія України                            |                               |                       |                           |                                               |                                                                      |
| 6                                                       | Зуб Борис Володимирович       | 01.11.2010            | Освіта середня спеціальна | член Соціалістичної партії України            | СВК «Колос», механізатор                                             |
| 9                                                       | Кошкідько Надія Василівна     | 01.11.2010            | Освіта середня спеціальна | позапартійна                                  | Горобіївська сільська рада, землевпорядник                           |
| Українська соціал-демократична партія                   |                               |                       |                           |                                               |                                                                      |
| 15                                                      | Яковенко Ольга Григорівна     | 01.11.2010            | Освіта вища               | позапартійна                                  | тимчасово не працює                                                  |
| Самовисування                                           |                               |                       |                           |                                               |                                                                      |
| 8                                                       | Панченко Надія Михайлівна     | 01.11.2010            | Освіта середня спеціальна | позапартійна                                  | ПП «Коваленко М. В.», продавець                                      |
| 10                                                      | Гайдук Людмила Іванівна       | 01.11.2010            | Освіта вища               | позапартійна                                  | Горобіївська загальноосвітня школа, вчитель                          |
| 13                                                      | Квач Сергій Олексійович       | 01.11.2010            | Освіта середня            | позапартійний                                 | тимчасово не працює                                                  |

## Освіта
На території сільради діє Горобіївська ЗОШ І-ІІ ст.